# Crom Cruach
Crom Cruach o Cromm Crúaich, anche noto come Cenn Cruach o Cenncroithi, era un'antica divinità dell'Irlanda pre-cristiana. Si suppone che fosse propiziata con sacrifici umani. Probabilmente il suo culto è stato abolito da San Patrizio.

## Letteratura
Secondo un dinsenchas ("leggenda locale") contenuto nel Libro di Leinster (XII sec.) l'immagine di Crom Cruach consisteva in una figura d'oro circondata da dodici figure di pietra, erette a Magh Slécht ("Piana della Prostrazione") nella Contea di Cavan. Crom Cruach era propiziato col sacrificio dei primigeniti in cambio di un buon prodotto di latte e grano, da ciò si capisce che egli fosse una divinità della fertilità. Sembra che Crom Cruach sia stato adorato fin dai tempi di Eremon. Secondo una tradizione Tigernmas, un antico Re supremo d'Irlanda, e tre quarti dei suoi uomini sono morti sacrificati durante la venerazione di Crom Cruach la vigilia di Samhain. Il culto continuò fino a quando l'immagine fu distrutta da San Patrizio con una mazza.
Questa leggenda medievale non appare nei suoi scritti e neppure nelle biografie scritte nel VII secolo da Muirchu e da Tírechán. Nella Vita Tripartita di San Patrizio (IX sec.) la divinità viene chiamata Cenn Cruach. Il culto della sua immagine consiste in una figura centrale coperta d'oro e d'argento, circondata da dodici figure di bronzo. Quando San Patrizio si avvicina e alza il pastorale, la figura centrale cade faccia a terra con l'impronta del pastorale e le altre figure affondano nella terra. Il demone che abita l'immagine appare, ma San Patrizio lo maledice e lo manda all'Inferno. In Vita e Opere di San Patrizio di Jocelin (XII sec.) la divinità si chiama Cenncroithi ("il Capo degli Dèi"). Quando la sua immagine cade a terra, l'oro e l'argento diventano polvere e sulla pietra appare l'impronta del pastorale.

## Archeologia
Una pietra decorata interpretata come l'immagine di Crom Cruach è stata scoperta a Killycluggin, Contea di Cavan nel 1921. Dalla forma approssimativamente a cupola, era coperto con disegni dell'Età del Ferro lateniani. Fu rinvenuto in frantumi e parzialmente sepolto vicino ad un circolo di pietre dell'Età del Bronzo, al cui interno forse un tempo si ergeva. Il sito ha molte associazioni con San Patrizio. Vicino c'è Tobar Padraig ("Pozzo di San Patrizio") e Kilnavert Church che si dice sia stata fondata dal santo. In origine Kilnavert si chiamava Fossa Slécht o Rath Slécht, da cui è derivato il nome dell'area circostante Magh Slécht.
Anche se molto danneggiata, l'aspetto della pietra è stato ricostruito dai pezzi sopravvissuti. Alla base quadrata c'erano su ogni lato un pannello scolpito da 90x75 cm. Rimesso in posizione eretta, la pietra si mostrava inclinata. La Pietra di Killycluggin si trova oggi al Cavan County Museum, mentre una replica si trova vicino alla strada che dista circa 300 m dal luogo del ritrovamento.
Il Libro di McGovern (XIV sec.) scritto nel Magh Slécht contiene una poesia in cui Crom Cruach si trova a Kilnavert accanto alla strada e le donne locali di solito tremavano quando vi passavano vicino. Secondo una tradizione locale la Pietra di Killycluggin è la pietra di Crom Cruach.
Un'altra pietra verticale identificata con Crom Crúaich si trova a Drumcoo, Contea di Fermanagh. Una strada vicina si chiema Crom Crúaich Way. Sulla pietra è stato scolpito un uomo, forse un druido o San Patrizio.

## Etimologia
Il nome Crom Cruach si presenta in varie forme e può essere interpretato in vari modi. In gaelico il nome Crom (o cromm) significa "curvo, piegato", mentre cruach ha vari significati: "sanguinoso", "massacro", "ecatombe" o "mucchio". Quindi Crom Cruach potrebbe significare "(pietra) curva e insanguinata", "(pietra) curva dell'ecatombe" oppure "(pietra) curva del mucchio (di grano)". Invece Cenn ("testa") Cruach potrebbe significare "testa insanguinata", "testa dell'ecatombe" o "testa del mucchio (di grano)". Una interpretazione lo fa derivare dal proto-celtico *Croucacrumbas, "(pietra) curva del tumulo".
Il riferimento ai sacrifici in cambio di latte e grano suggerisce che Crom fosse una divinità della fertilità.
La sua immagine d'oro circondata da dodici pietre o figure di bronzo è stata interpretata da alcuni come una rappresentazione del sole e dei segni zodiacali, rendendo Crom una divinità solare, ma questa è solo un'ipotesi; il pensiero più diffuso è che egli fosse legato unicamente alla fertilità.
Crom Cruach potrebbe essere collegato alla figura posteriore e folcloristica di Crom Dubh.

## Geografia
In Australia il Mount Cenn Cruaich si trova nel Warrumbungle National Park.